# النحاس (عالم مسلم)
أبو جعفر النحاس نحوي مصري، ولد بالفسطاط وأخذ النحو عن مشايخها، ثم رحل إلى بغداد وأخذ عن الزجّاج والأخفش الأصغر والمبرد ونفطويه.
وبعد رجوعه من العراق، تصدر النحاس حلقة النحو بالجامع العتيق بالفسطاط، ونافسه على رئاسة النحويين بمصر أبو العباس بن ولاد وكثيراً ما عُقدت المناظرات بينهما. أخذ النحاس الحديث عن الحسن بن غليب والنسائي. توفي بالفسطاط عام 338 هـ.

## أهم مؤلفاته
- معاني القرآن
- إعراب القرآن
- التفاحة في النحو وهو كتاب جليل يعرض النحو بطريقة ميسرة.

## وصلات خارجية
- لقراءة كتاب معاني القرآن للنحاس